# Aluminothermie
 (mars 2024).
Si vous disposez d'ouvrages ou d'articles de référence ou si vous connaissez des sites web de qualité traitant du thème abordé ici, merci de compléter l'article en donnant les références utiles à sa vérifiabilité et en les liant à la section « Notes et références ».

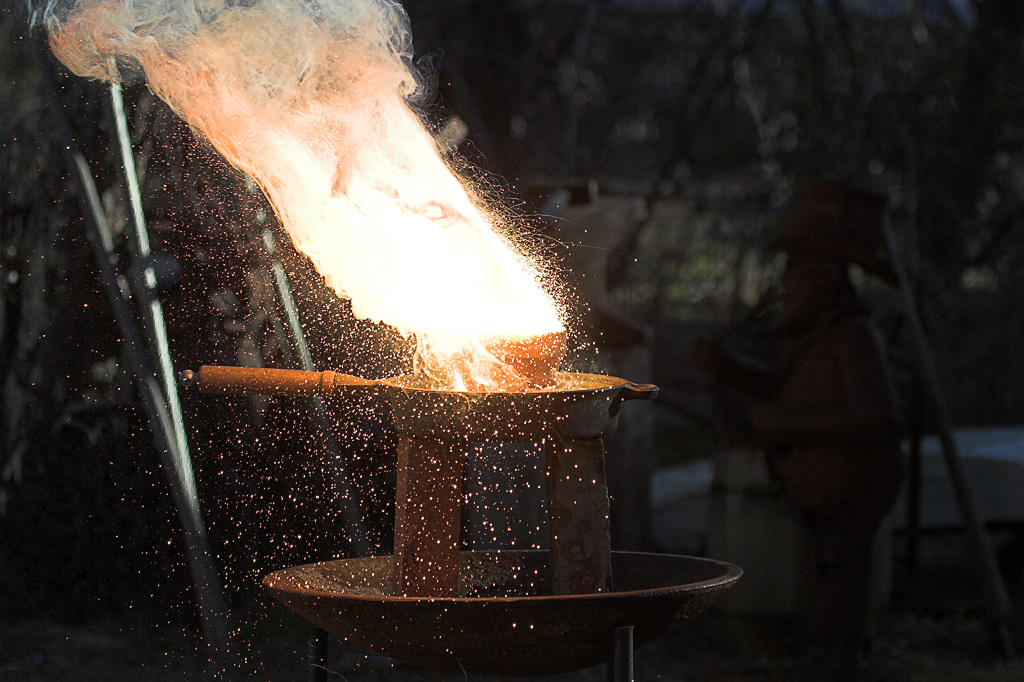
Réaction aluminothermique sur une pièce en fer.

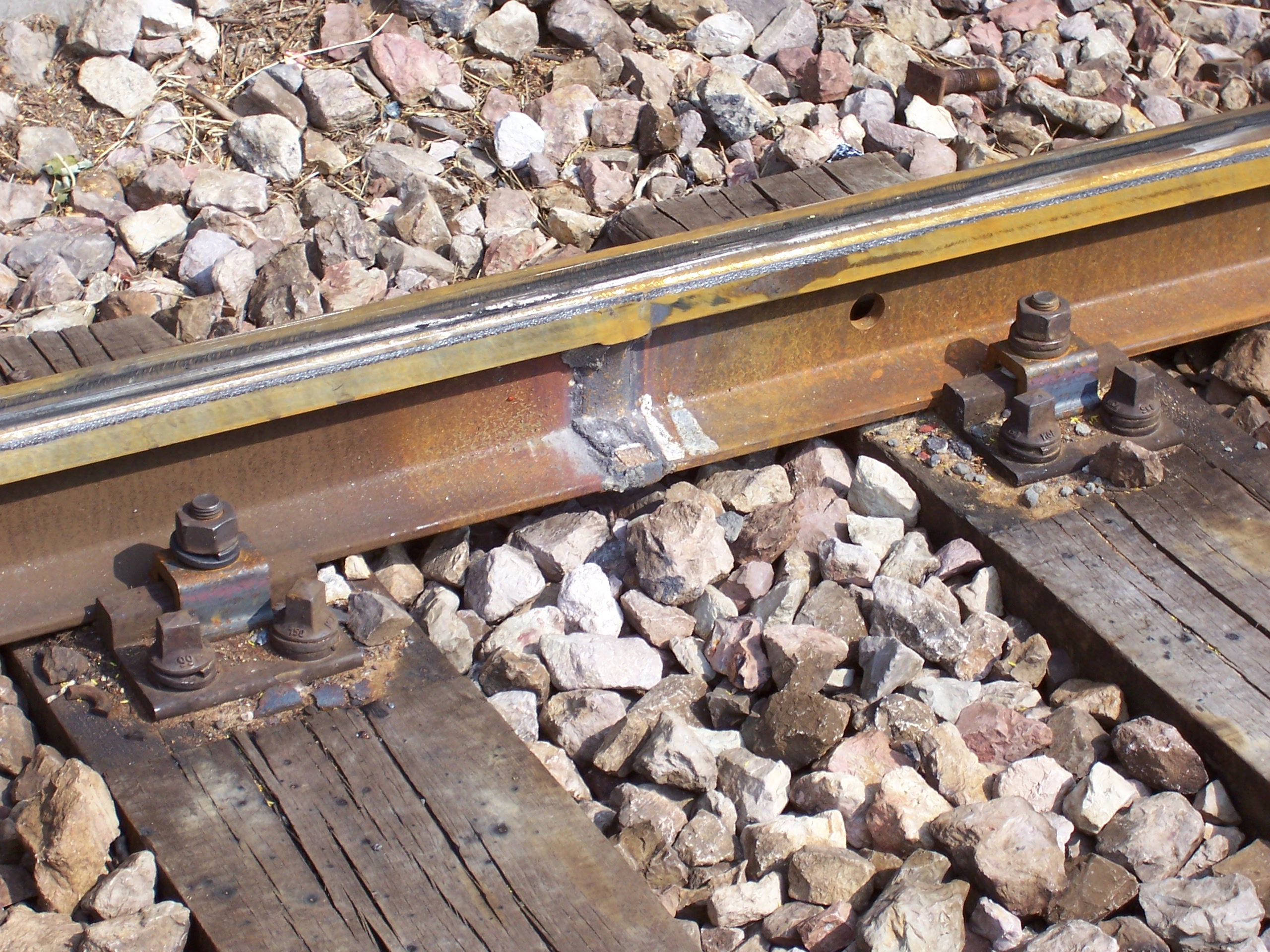
Soudure aluminothermique de deux rails de chemin de fer bout-à-bout.

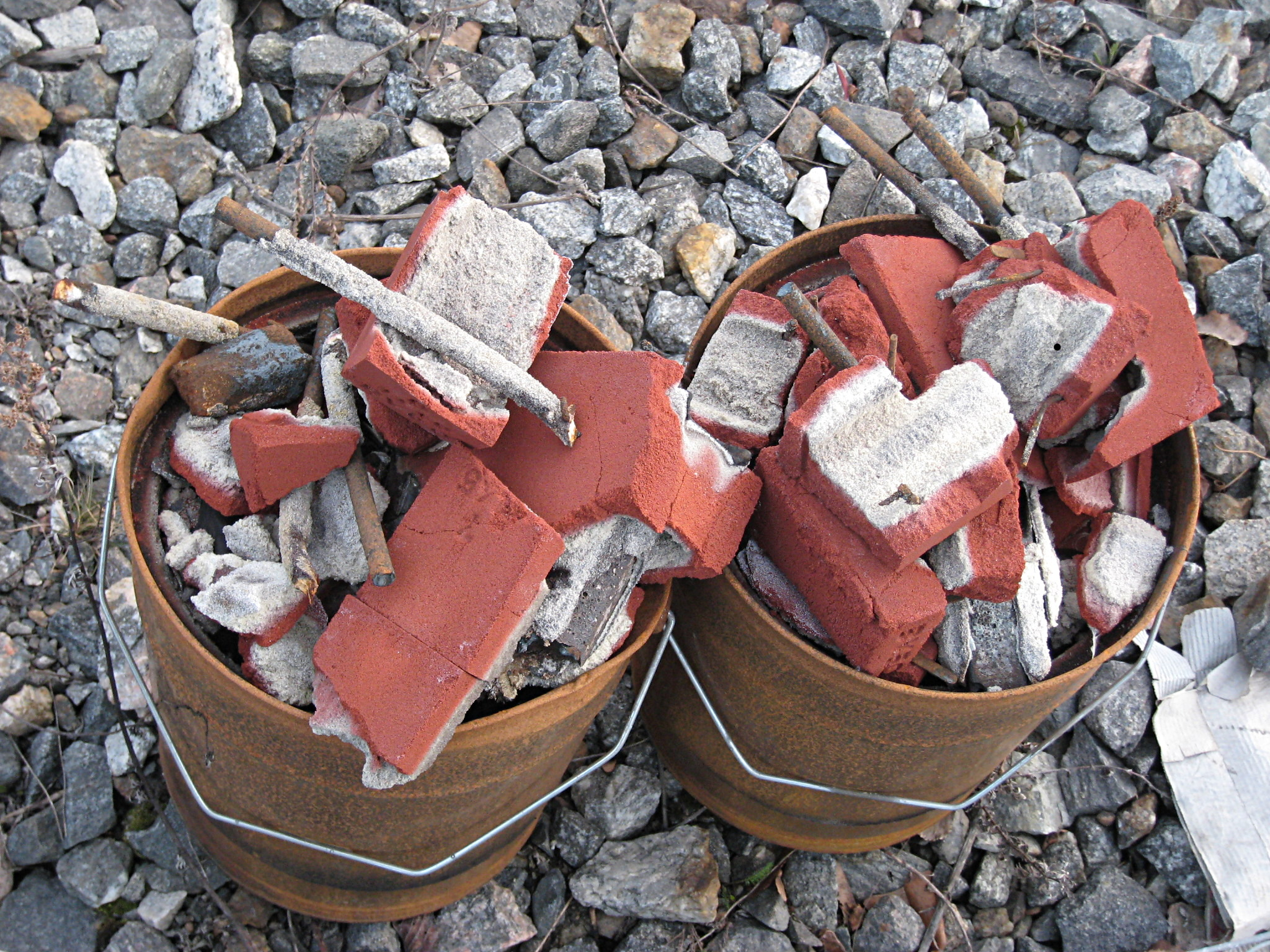
Des morceaux de moules en sable à prise chimique ayant servi à souder des rails de chemin de fer comme ceux-ci peuvent être trouvés le long des voies.

L’aluminothermie est un procédé pyrométallurgique de production de métaux purs, mettant en jeu la réduction exothermique de divers oxydes métalliques par l’aluminium en poudre. La réaction se déroule à haute température — plus de 2 800 °C.
L’une des utilisations les plus courantes est le soudage des rails de chemin de fer à partir d'un mélange de poudre d'hématite — un oxyde de fer rouge, de formule Fe2O3 — et d'aluminium grâce à la réaction suivante : Fe2O3 + 2 Al → 2 Fe + Al2O3. Ce mélange est fréquemment nommé « thermite » dans les pays anglo-saxons. Le procédé a été inventé par le chimiste allemand Johannes Hans Wilhelm Goldschmidt.
Elle se décompose en deux demi-réactions :
- réduction de l’oxyde de fer : Fe2O3 + 6 e− → 2 Fe + 3 O2−
- oxydation de l’aluminium : 2 Al + 3 O2− → Al2O3 + 6 e−

Outre l'hématite, on utilise également couramment comme oxydant la magnétite, un oxyde de fer noir ou bleu, de formule Fe3O4. Le fer obtenu ainsi est pur. Cela présente donc une alternative au fer le plus abondamment réduit industriellement dans les hauts-fourneaux, qui sort sous forme de fonte ou d'acier.
Plusieurs métaux ou métalloïdes peuvent être obtenus industriellement par aluminothermie, lorsque leur pureté doit être élevée, comme le nickel ou le silicium.